# Nagytarcsa
Nagytarcsa község Pest vármegyében, a Gödöllői járásban, a budapesti agglomerációban.

## Fekvése
A Gödöllői-dombság nyugati peremén, a Szilas-patak sekély völgyében fekvő községet Budapest XVI. és XVII. kerülete, Kistarcsa és Isaszeg határolja.

## Története
A környék már az őskortól lakott terület volt, amit az itt feltárt vas, illetve szkíta leletek is bizonyítanak, de találtak itt 10. századból való magyar köznépi temetőt is. Az első írásos említése 1352-ből származik, a második 1403-ból. A település akkor még Tarcsa néven létezett, majd a 15. század környékén vált ketté. A déli rész Tarcsai Csík lett, amit később Csíktarcsaként emlegettek. Ezzel a névvel először egy 1546-ból származó íráson említik. 1733-tól Grassalkovich Antal Gödöllői birtokához tartozik. 1819-ben evangélikus templom épült, ami helyén 1931-ben újat emeltek. 1935-ben római katolikus templom is épült.
A 20. század elején kapta a ma is használatos Nagytarcsa nevet. Az első világháború után főleg mezőgazdasággal, azon belül is tejtermeléssel kezdtek foglalkozni a helyiek.
1938-ban Sztehlo Gábor evangélikus lelkész megszervezte az ország első bentlakásos paraszt népfőiskoláját, amely 1944-ig működött. Egyik épülete a Falumúzeum.
A Magyar Néphadsereg majd a Magyar Honvédség 1951 és 2001 között helyőrséget tartott fent a városban. A Magyar Néphadsereg 104. Honi Légvédelmi Rakétaezred itt, a Zalka Máté Laktanyában alakult meg 1960-ban.

## Közélete

### Polgármesterei
- 1990–1994: Győri Péter (független)[3]
- 1994–1998: Győri Péter (független)[4]
- 1998–2002: Győri Péter (független)[5]
- 2002–2006: Csielkáné Tóth Lenke (független)[6]
- 2006–2010: Győri Péter (független)[7]
- 2010–2014: Rimóczi Sándor Vilmos (Fidesz-KDNP)[8]
- 2014–2019: Rimóczi Sándor Vilmos (Fidesz-KDNP)[9]
- 2019–2022: Rimóczi Sándor (Fidesz-KDNP)[10]
- 2022–2024: Gulyás Tamás István (független)[11]
- 2024– : Barna Ervin (független)[1]

A településen 2022. július 10-én időközi önkormányzati választást kellett tartani, mert a korábbi, döntő részben függetlenekből álló képviselő-testület még 2020. október 12-én, belső feszültségek miatt feloszlatta magát. [A választást eredetileg még 2021. január 24-ére írták ki, de azt a koronavírus-járvány okán elrendelt korlátozások miatt már nem lehetett megtartani, és új választási időpontot is csak a járványhelyzet feloldása után lehetett kitűzni. Ebben a több mint másfél évben a települést ügyvezetőként az addigi polgármester irányíthatta.] A képviselő-választáson egyetlen előző képviselőt leszámítva csak újonc jelöltek indultak – felerészben függetlenek, felerészben a kormánypártok által támogatottak. Előbbiek kétszerest megközelítő vagy éppen meghalaladó szavazatszámmal nyertek.

## Nevezetességei
- Falumúzeum
- Evangélikus templom
- Magyarország első bentlakásos paraszt népfőiskolája. 1938-ban Sztehlo Gábor evangélikus lelkész szervezte a megépítését, mely főként finn adományokból épült. 2002-ben az épületet egy informatikai cég óvta meg a lebontástól. Megőrizve az épület kézzel faragott gerendáit és az épület jellegzetes vonásait.
- A jellegzetes helyi köszöntés: "Isten tarcsa meg!", amely játékos formában a település nevére utal (ez az azóta önálló közigazgatási egységként megszűnt Kerepestarcsán is szokásban volt).

## Népesség
A település népességének változása:
| Lakosok száma | 3883 | 3985 | 4609 | 5961 | 6572 | 6323 | 6569 |
|               | 2013 | 2014 | 2018 | 2021 | 2022 | 2023 | 2024 |

A 2011-es népszámlálás során a lakosok 81,3%-a magyarnak, 0,2% bolgárnak, 0,8% németnek, 0,2% románnak, 5,1% szlováknak mondta magát (18,5% nem nyilatkozott; a kettős identitások miatt a végösszeg nagyobb lehet 100%-nál). A vallási megoszlás a következő volt: római katolikus 18,6%, református 6,3%, evangélikus 19,1%, görögkatolikus 0,7%, felekezeten kívüli 19,7% (33,4% nem nyilatkozott).
A 2011-es népszámlálás során a lakosok 81,3%-a magyarnak, 0,2% bolgárnak, 0,8% németnek, 0,2% románnak, 5,1% szlováknak mondta magát (18,5% nem nyilatkozott; a kettős identitások miatt a végösszeg nagyobb lehet 100%-nál). A vallási megoszlás a következő volt: római katolikus 18,6%, református 6,3%, evangélikus 19,1%, görögkatolikus 0,7%, felekezeten kívüli 19,7% (33,4% nem nyilatkozott).
2022-ben a lakosság 90,8%-a vallotta magát magyarnak, 2% szlováknak, 0,7% cigánynak, 0,7% németnek, 0,2% ukránnak, 0,2% románnak, 0,2% horvátnak, 0,1-0,1% szerbnek, lengyelnek, görögnek, örménynek, bolgárnak és ruszinnak, 4,9% egyéb, nem hazai nemzetiségűnek (8,9% nem nyilatkozott; a kettős identitások miatt a végösszeg nagyobb lehet 100%-nál). Vallásuk szerint 18,9% volt római katolikus, 10% evangélikus, 6% református, 0,9% görög katolikus, 0,2% ortodox, 0,1% izraelita, 2,9% egyéb keresztény, 0,8% egyéb katolikus, 17,8% felekezeten kívüli (42% nem válaszolt).

## Sportélete
A nagytarcsai sport összefogását a Nagytarcsai Tömegsport Egyesület végzi. Elnöke Papp János.
Tenisz
A 2014-ben megnyitott salakos teniszpályán történő foglalkozásokat a Nagytarcsai tenisz szakosztály koordinálja. A Nagytarcsai Teniszpályát 2016-tól télen is látogathatják a sportolni vágyók.
Labdarúgás
A Bozsik program (vezetője Weisz Gábor) keretei között az általános iskolai tanulók (7, 9, 11 és 13 éves korosztály) szakképzett edzők gondozása mellett látogatják a foglalkozásokat. A Klacsán Lajos által szervezett kispályás amatőr regionális bajnokságokon 14 első- és 10 másodosztályú csapat vesz részt.
Kosárlabda
A nagytarcsai kosárlabda szakosztály vezetője Nagy Tibor. Az edzéseket télen az általános iskola tornatermében tartják, nyáron a Grund új kosárpályáját használják.
Természetjárás
A "Tarcsa-túra" szervezője Koszták Rudolf. A kéthetente rendezett túrázások során a kb. 3–6 km-es táv közben bográcsozást is szerveznek a résztvevőknek.
Kerékpár

A kerékpáros fejlesztésekért Nagy Tibor a felelős. A jövőbeli fejlesztések között szerepel a Nagytarcsához közeli Naplás-tó felé vezető kerékpárút tovább vezetése.